# Alejandro Daniel Calvo
Alejandro Daniel Calvo, noto come A.D. Calvo (Buenos Aires, 9 ottobre 1967), è un attore, sceneggiatore e produttore cinematografico argentino.

## Biografia
Alejandro Daniel Calvo è nato a Buenos Aires e si è trasferito con la sua famiglia prima a Rio de Janeiro, in Brasile, quando aveva quattro anni, e successivamente nel 1974, negli Stati Uniti.
Dopo aver lavorato in alcune aziende produttrici di software, Calvo intraprende la carriera cinematografica, inizialmente dedicandosi a cortometraggi e documentari e, successivamente, a film.
Grazie a precedenti collaborazioni con i produttori candidati all'Oscar Howard e Karen Baldwin e con Michael Bolton, ha ottenuto il loro aiuto, in qualità di produttori esecutivi, nella realizzazione di Oltre i binari (The Other Side of the Tracks), il film che ha segnato il suo debutto cinematografico come regista, un thriller romantico ambientato in Connecticut. Negli anni successivi ha diretto e prodotto altri tre film, The Melancholy Fantastic, House of Dust e The Midnight Game.

## Filmografia

### Film
- Oltre i binari (The Other Side of the Tracks) (2008)
- The Melancholy Fantastic (2011)
- The Midnight Game (2013)
- House of Dust (2014)

### Cortometraggi
- Sitter (2004)
- Hypnogothic (2005)
- Wish You Were Here (2005)
- Nine Lives (2006)

### Documentari
- The Several Severed Heads of Daniel Edwards (2005)
- Hillary's Bust (2006)
- Castro in Central Park (2007)